# Proasellus patrizii
Proasellus patrizii là một loài chân đều trong họ Asellidae. Loài này được Arcangeli miêu tả khoa học năm 1952.